# Arctic Circle Race
Arctic Circle Race är ett årligt långlopp på längdskidor i närheten av Sisimiut i Grönland. Loppet är på 160 kilometer i klassisk stil, och fördelat på tre dagar. Under de två nätterna sover deltagarna i tillfälliga tältläger som arrangörerna sätter upp i bergen. 
I anslutning till tävlingen anordnas även ett kortare lopp på 100 kilometer, samt ett lopp för barn. 
2016 års tävling blir den tjugonde, och äger rum 1-3 april.